# Adrar (Mauritanie)
Pour les articles homonymes, voir Adrar.

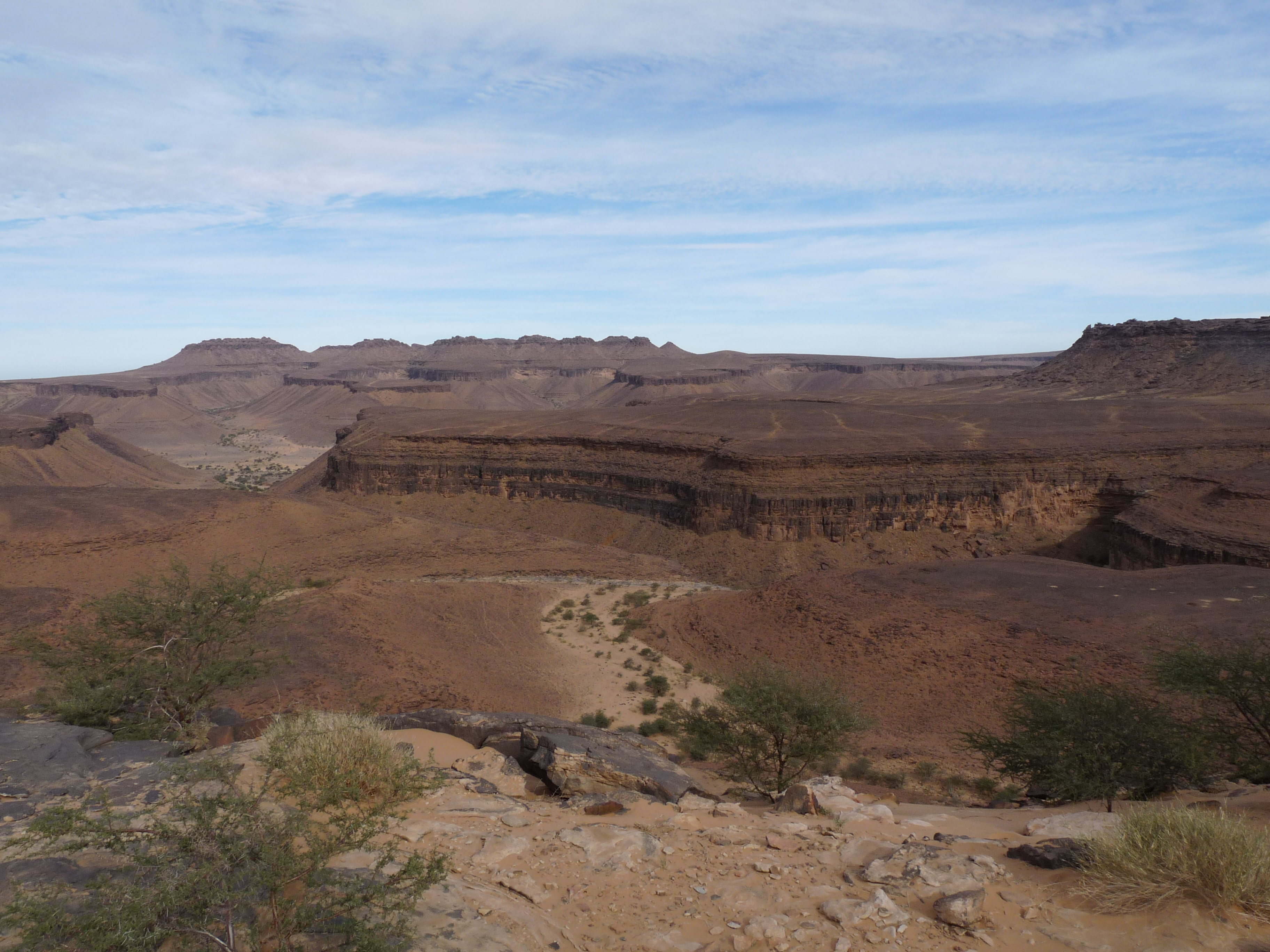
La passe d'Amogjar

L'Adrar est la 7e région administrative (wilaya) de la Mauritanie. Située au cœur géographique et historique du pays, elle doit son nom au plateau de l'Adrar qui domine une région désertique relativement plate – le mot adrar désignant « une montagne » ou une « crête montagneuse » en langue berbère. On la dénomme souvent « Adrar mauritanien », afin d'éviter toute confusion avec la wilaya d'Adrar algérienne ou l'Adrar des Ifoghas au Mali.
Avec une superficie de 215 000 km2, c'est la seconde wilaya par sa taille, après le Tiris Zemmour qui la borde au nord, à la frontière avec le Sahara occidental. À l'ouest, l'Inchiri et le Dakhlet Nouadhibou la séparent de l'océan Atlantique qui se trouve à 250 km environ. À l'est, l'Adrar est limité par le Mali et le Hodh Ech Chargui. Au sud, les régions limitrophes sont le Trarza et surtout le Tagant au centre. 
La capitale de l'Adrar est Atar, un moment pressentie comme future capitale de la Mauritanie à la veille de l'indépendance. Aujourd'hui cette ville d'environ 36 000 habitants est dotée d'un aéroport international desservi par des vols directs depuis la France.

## Géographie

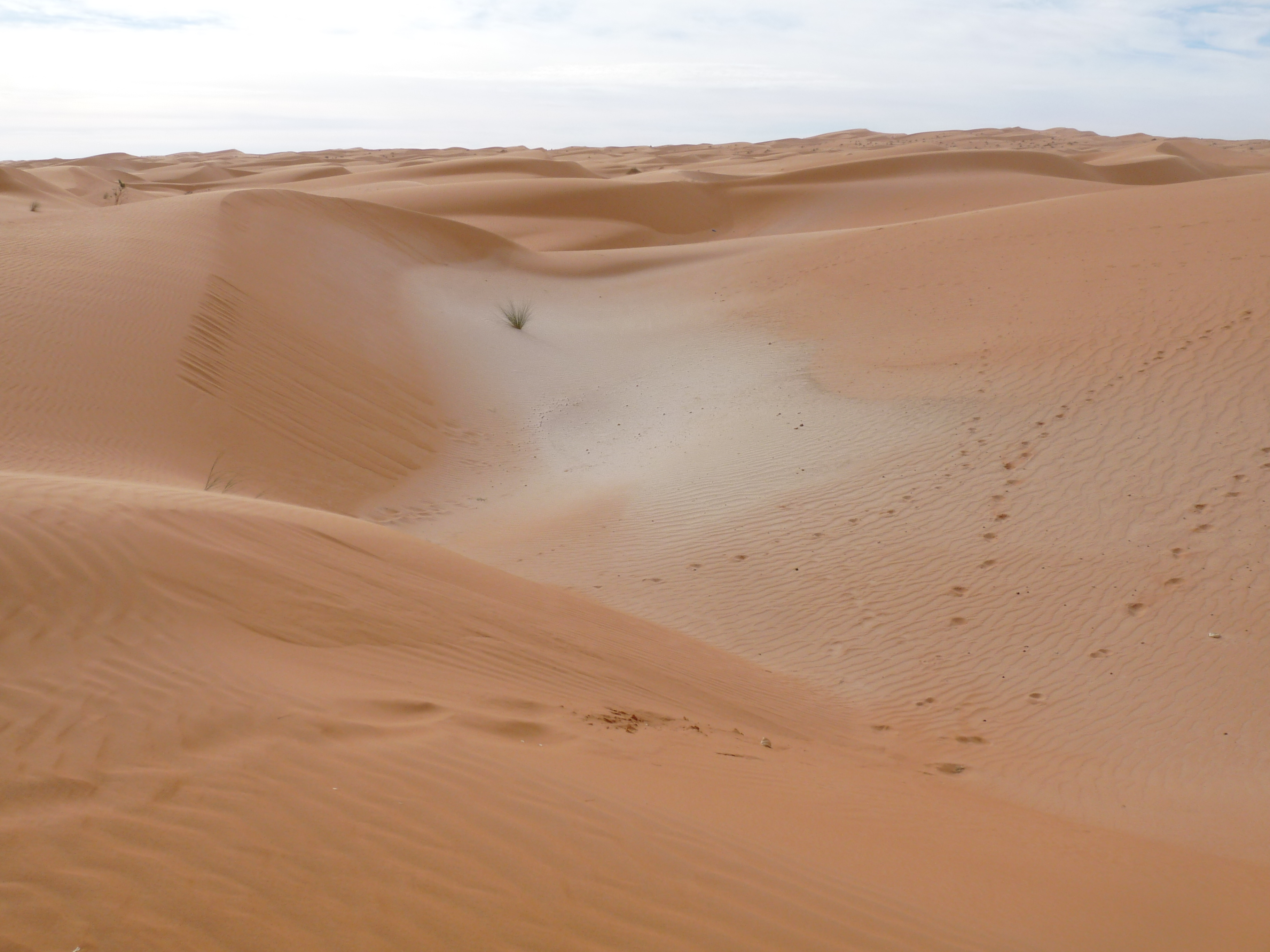
Sables ocre et blancs (silice), à l'ouest de Chinguetti

### Géographie physique
Le climat de l'Adrar est de type désertique – saharien –, sec et chaud, avec deux saisons fortement contrastées. Si la température moyenne y est proche de 28 °C pour l'ensemble de l'année, elle oscille autour de 15-20 °C en janvier-février, avec des minima pouvant descendre à 5 °C au cours de l'hiver. Les températures estivales sont généralement comprises entre 28 et 38 °C, mais elles peuvent atteindre 46-48 °C. Au cours d'une même journée, l'amplitude est souvent forte, couramment de l'ordre de 20 °C.

### Végétation

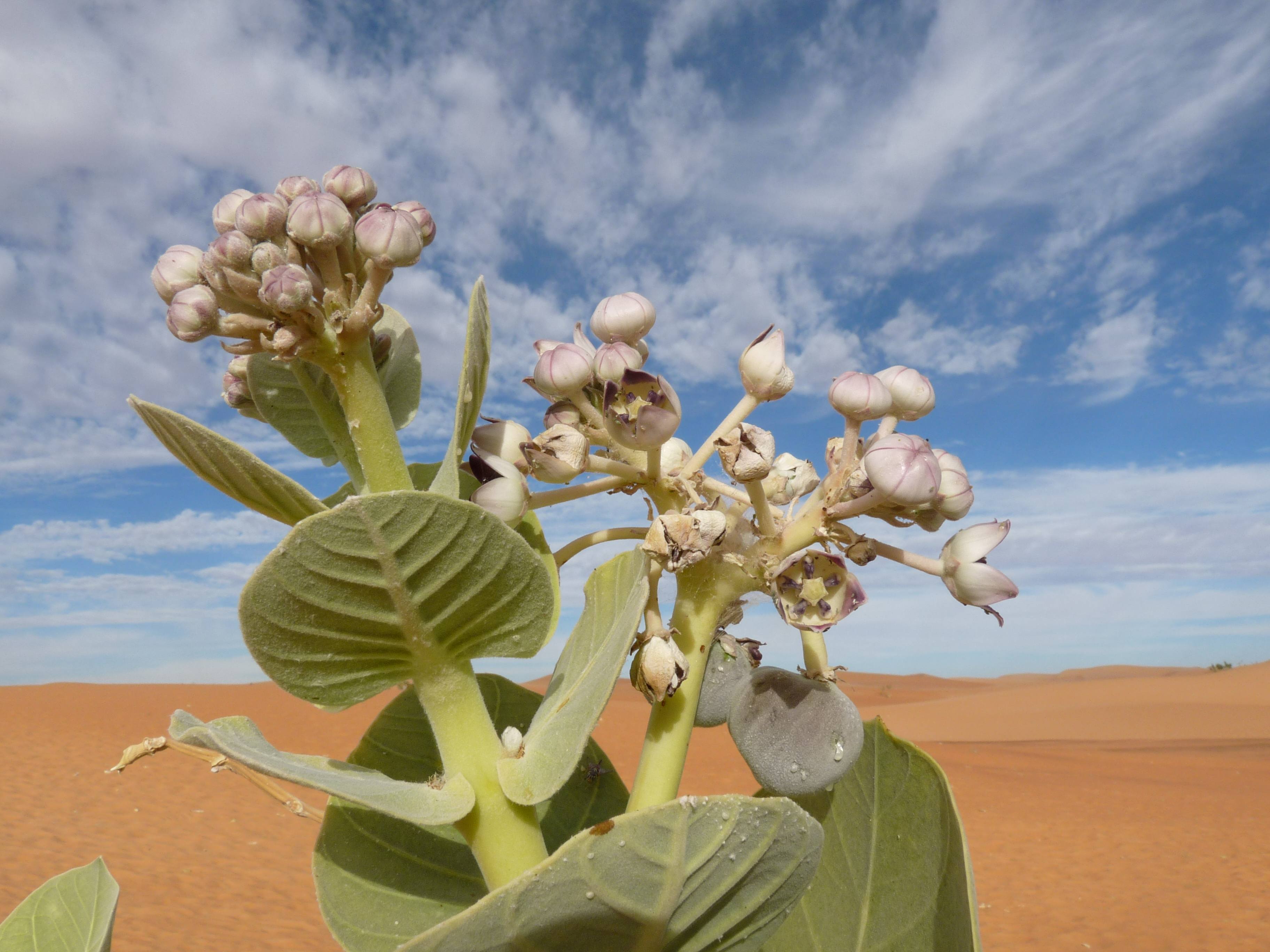
Pommier de Sodome (Calotropis procera)

En comparaison avec les régions désertiques limitrophes, l'Adrar est doté d'une végétation assez variée. Théodore Monod a évalué à environ 300 le nombre d'espèces végétales différentes.

### Faune
La faune est essentiellement constituée d'animaux domestiqués par l'homme : dromadaires (localement appelés « chameaux »), ânes, chèvres ou moutons.
En revanche la faune sauvage est peu visible. Il s'agit le plus souvent d'animaux de petite taille, tels que des rongeurs (gerboises, lièvres), des carnivores (chacals, fennecs) ou des reptiles (lézards, varans ou gecko). Parmi les serpents, on trouve des vipères, également des colubridés comme la couleuvre de Moïla (Malpolon moilensis), ou la couleuvre algire (Hemorrhois algirus).
Alors que les peintures rupestres, à Agrour Amogjar notamment, témoignent de la présence ancienne de girafes ou d'éléphants par exemple, aujourd'hui les grands herbivores sont rares, même s'il reste quelques antilopes, addax, oryx ou gazelles dans les zones les plus isolées.

### Population
En 1988 l'Adrar comptait environ 55 000 habitants. Lors du Recensement général de la population et de l'habitat (RGPH) de 2000, 69 542 personnes y ont été dénombrées.
Les grandes sécheresses ont contraint la plupart des habitants de l'Adrar à abandonner leur mode de vie nomade. Ils vivent désormais dans des villages ou dans des villes. Beaucoup se sont installés à Atar, la capitale régionale.
La population est relativement âgée, constituée en majorité de femmes.

## Organisation territoriale

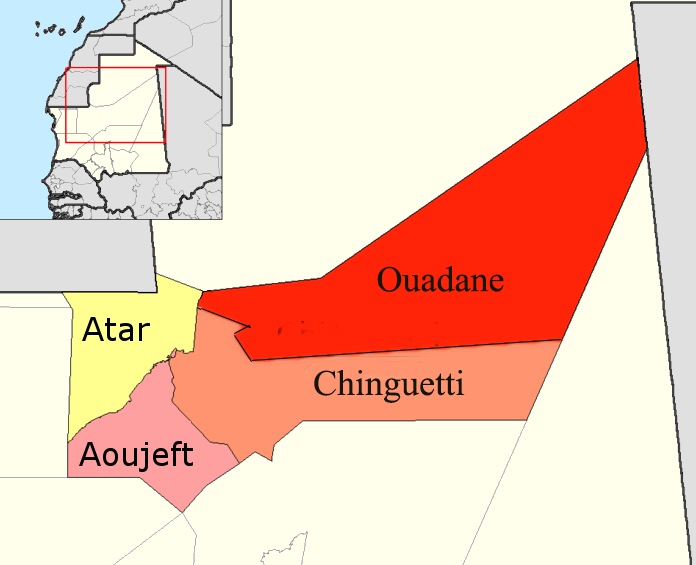
Départements de la région d'Adrar.

L'Adrar comprend quatre départements (moughataas) et onze communes.
- département d'Atar
  - Atar
  - Aïn Ehel Taya
  - Tawaz
  - Choum

- département d'Aoujeft
  - Aoujeft
  - Maaden
  - N'Terguent
  - El Medah

- département de Chinguetti
  - Chinguetti
  - Aïn Savra

- département d'Ouadane
  - Ouadane

## Économie

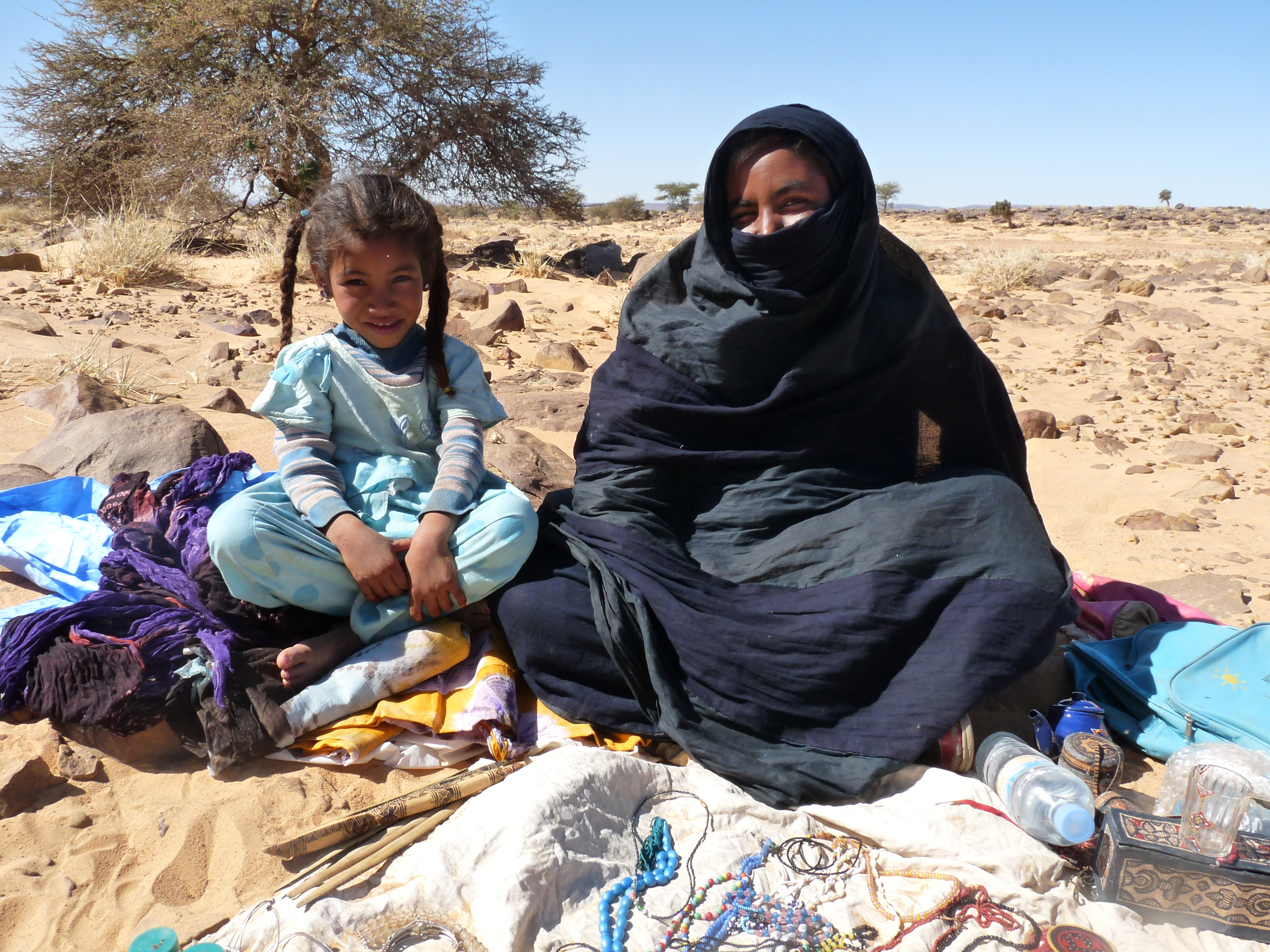
Femme nomade et sa fille vendant de l'artisanat local

## Histoire

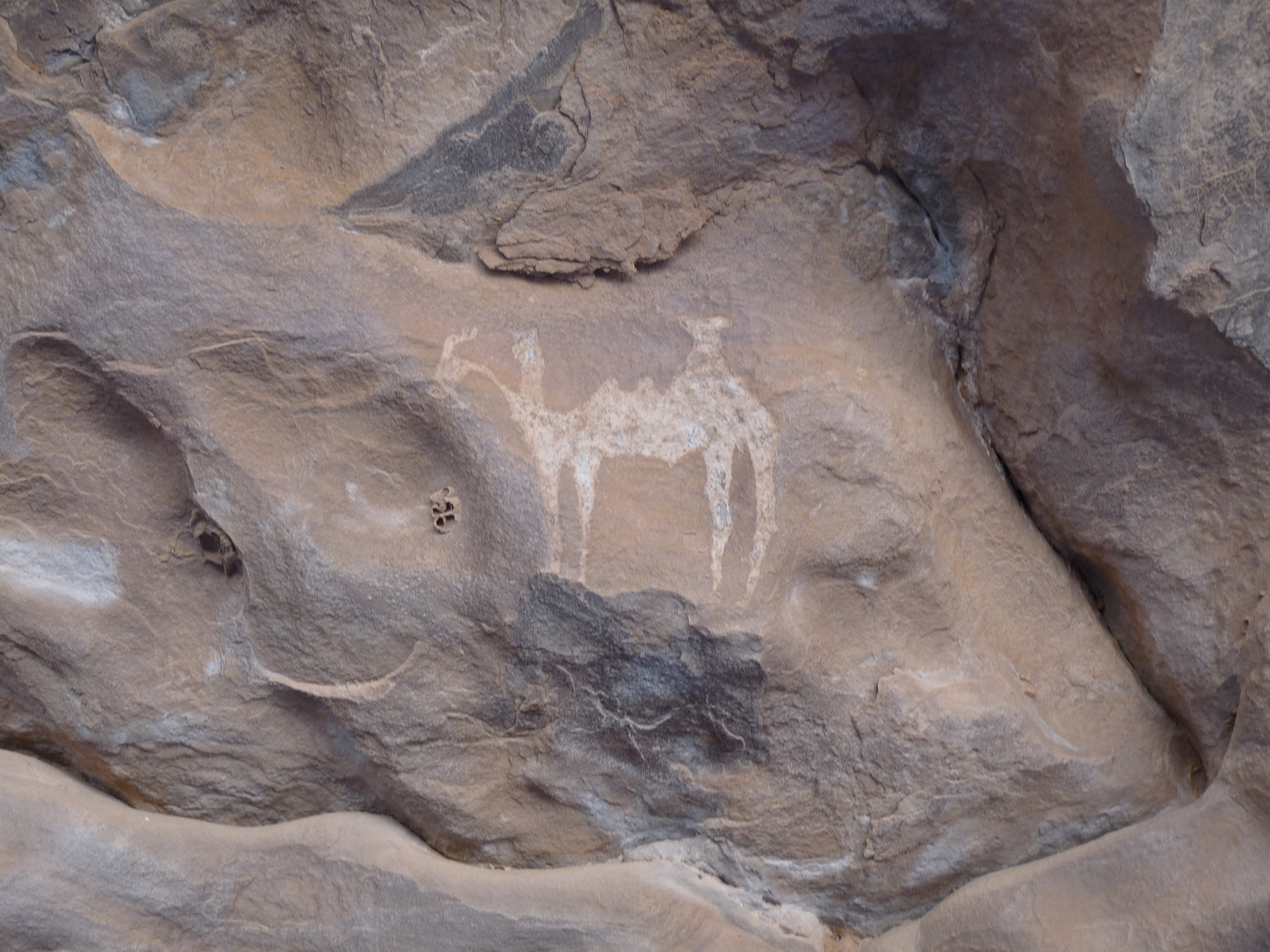
Peinture rupestre près de Tergit